# 片山剛
片山 剛（かたやま つよし）は、TBSテレビのコンテンツ制作局ドラマ制作部部長。
京都市出身。立命館大学産業社会学部卒業後、1991年TBS入社。学生時代は立命館大学体育会サッカー部に所属していた。バラエティ制作やドラマ制作のプロデューサー・ディレクター、制作局バラエティ制作部次長も担当していた。
2018年7月1日から制作局制作2部長。
2021年7月より現職。

## 担当番組

### 現在
バラエティ・音楽番組
- 輝く!日本レコード大賞（総合演出→プロデューサー）

### バラエティ・音楽番組
- アッコにおまかせ!（プロデューサー、以前は総合演出）
- 超巨大アドベンチャーパーク DOORS（総合演出）
- 徳光和夫の感動再会"逢いたい"（総合演出・プロデューサー）
- 全員正解あたりまえクイズ（総合演出）
- ドッカーン!（総合演出）
- ウンナンのホントコ!（演出）
- しあわせ家族計画（演出）
- クイズ悪魔のささやき（ディレクター・演出）
- KATO&KENテレビバスターズ（AD）
- 生生生生ダウンタウン（ディレクター）
- A-Studio（演出）
- 日立 世界・ふしぎ発見!（編成）
- COUNT DOWN TV（編成）
- 爆報! THE フライデー（編成）
- カミスン!（編成）
- 音楽の日（編成→中継プロデューサー）
- ついに解禁!超体感アトラクションDEKITA!（プロデューサー）
- 火曜曲!（CAP）
- 世にも不思議なランキング なんで?なんで?なんで?（プロデューサー）
- 日本有線大賞（第39回・第45回 - 第48回：プロデューサー、第50回：キャスティングプロデューサー）

### ドラマ
- 和田アキ子殺人事件（企画・監督）
- 日本・ベトナム国交樹立40周年記念スペシャルドラマ　パートナー ～愛しき百年の友へ～（プロデューサー）
- ホワイト・ラボ〜警視庁特別科学捜査班〜（チーフプロデューサー）
- ぴったんこ★カンカンバスジャック事件（演出・プロデューサー）
- 魔王（演出）

### 映画
- 映画版・未来日記（演出）